# United States Playing Card Company
United States Playing Card Company — американська компанія, створена 1867 року, яка випускає та розповсюджує різні бренди гральних карт, включаючи Bicycle, Bee, Hoyle, Kem та інші, а також новинки, індивідуальні карти й інші аксесуари для них, такі як покерні фішки.

## Історія
У січні 1867 року А. О. Рассел (A. O. Russell), Роберт Дж. Морган (Robert J. Morgan), Джеймс М. Армстронг (James M. Armstrong) і Джон Ф. Робінсон молодший (англ. John F. Robinson Jr.) організували акціонерне товариство, першою їхньою спільною справою стало придбання невеликого підприємства з друку Enquirer Job Printing Rooms, що займало перші два поверхи будинку на Коледж стріт 20, Цинциннаті, штат Огайо, США. Фірма почала бізнес як Russell, Morgan & Co., по прізвищах двох мажоритарних власників акцій.
На підприємстві почали друкувати афіші для театрів і цирків, плакати й постери, рекламні вивіски. До 1872 року бізнес розрісся так, що виникла необхідність шукати будинок з більшою площею, і в листопаді 1872 року компанія оформила свій перший офіційний переїзд, новий чотириповерховий будинок був розташований в центральній частині Цинциннаті на Рейс стріт 17.
На початку 1880 року Рассел запропонував своїм партнерам новий напрямок для їхнього загального бізнесу, а саме виробництво гральних карт, у той час цей сектор монополізували компанії-виробники гральних карт зі східного узбережжя США. Партнери прийняли пропозицію й взялися до приготувань для виробництва. У першу чергу почали будівництво нових цехів, спеціально розрахованих для виробництва карт, замовили унікальні порізочні машини та друкарські верстати, виготовлені ексклюзивно для Russell, Morgan & Co. Перша колода карт побачила світ 28 червня 1881 року.
1891 року Russell, Morgan & Co. перейменовується в The United States Printing Company. Тільки через три роки, 1894 року, створено окреме крило кампанії The United States Playing Card Company, тому що виробництво гральних карт стало приносити більшу частину прибутку всієї компанії.
The United States Playing Card Company (USPC) зайняла одну з лідируючих позицій на ринку виробників гральних карт за рахунок відмінної якості, виробничі потужності збільшувалися з кожним роком, також партнери провели кілька вдалих поглинань своїх конкурентів: The Standard Playing Card Co (Чикаго), Perfection Card Co. (Нью-Йорк) і New York Consolidated Cards (NYCC — заснована 1833 року, Льюїсом І. Коеном, саме він уперше застосував чотирикольоровий друкарський верстат для виготовлення гральних карт), Bee Playing Cards (компанія була заснована 1892 році, бренд Bee усе ще підтримується компанією USPC).
1885 року компанія запускає у виробництво гральні карти під маркою Bicycle — зараз це всесвітньо відомий бренд, який став знаковим для компанії й для всієї індустрії гральних карт, тому що втілив у життя ряд ноу-хау. Цікавий факт — у серії Bicycle  вперше в колоді з'явилася карта Joker (укр. жартівник), перший джокер зображував людину на старому велосипеді з великим переднім колесом, через кілька років джокер у серії карт Bicycle набув остаточного вигляду — король, що їде на двоколісному велосипеді. Також у серії  Bicycle застосували ще одне нововведення — карта туз піки стала інформативною, на ній розмістили час запуску серії, дані про виробника й логотип компанії. Логотип компанії Bicycle  — давньогрецька жінка, що у лівій руці тримає меч, а в правій — маслинову гілочку.
До 1900 року U. S. Playing Card Co. закінчили будівництво нової фабрики в Норвуді загальною площею в 30 акрів (24 гектарів), під виробничі потреби було виділено 600 000 квадратних футів (5.57 гектарів).
До другої світової війни розвиток компанії був рівним та спокійним, такі бренди гральних карт як Bee та Bicycle приносили постійний прибуток й усе більше закріплювалися на американському ринку. У ті часи U. S. Playing Card Co. таємно співпрацювала з американським урядом. Так американським полоненим у німецьких таборах передавалися як подарунки спеціальні набори гральних карт із захованими в них планами втечі. Також налагодили виробництво карток розміром із гральні карти, на яких ілюструвалися характерні силуети або справжні фотографії ворожої військової техніки (кораблі, літаки, наземна техніка). Ще один вид діяльності у воєнний час — пошивка парашутів для осколкових бомб, що знищували живу силу. Свою роль Bicycle гральні карти зіграли й у В'єтнамській війні, так 1966 року двоє лейтенантів компанії «З», другого батальйону, 35-го полку, 25-го розділу піхоти написали керівництву компанії U. S. Playing Card Co. лист із проханням надіслати їм колоди карт, в якій би були одні тузи піки. Карти були корисні в психологічній війні.
1986 року, компанія придбала Heraclio Fournier, S.A., іспанську компанію, найбільшого виробника гральних карт у Європі. 1987 року відбувається ще одне придбання — Arrco Playing Card Company — третя компанія по масштабам виробництва гральних карт в Америці. International Playing Card Company є канадською філією USPC з 1914 року, фактично з 1928 до 1991 року включно тут випускалися свої ексклюзивні стилі гральних карт, у цей час її офіс перебуває в Онтаріо, філія займається продажем і маркетинговою організацією.
Вартість компанії U. S. Playing Card Co. змінювалася так, як і змінювалися її власники: 1969 року компанію придбала Diamond International, 1982 року вона була продана Jessup & Lamont, 1989 року власником стала Frontenac. 1994 року група інвесторів зі США викупили всі акції компанії й перенесли головний офіс назад у Цинциннаті.

## Лінійка продуктів

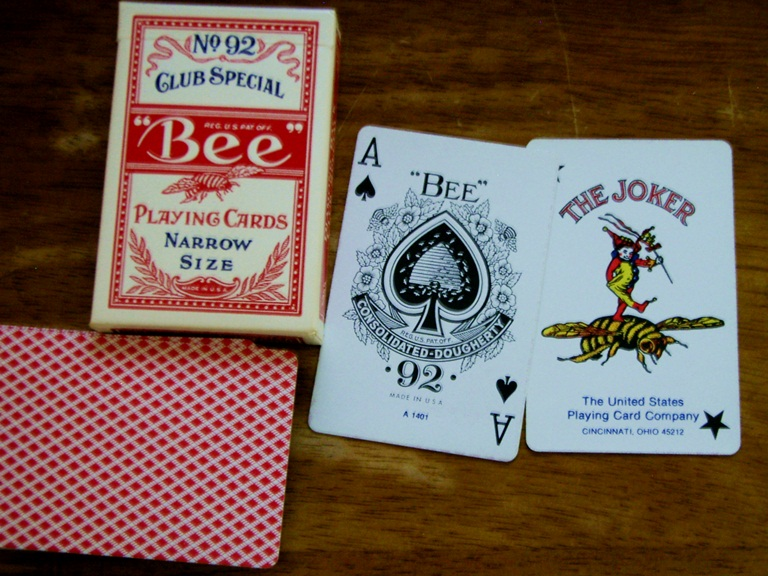
Колода гральних карт Bee

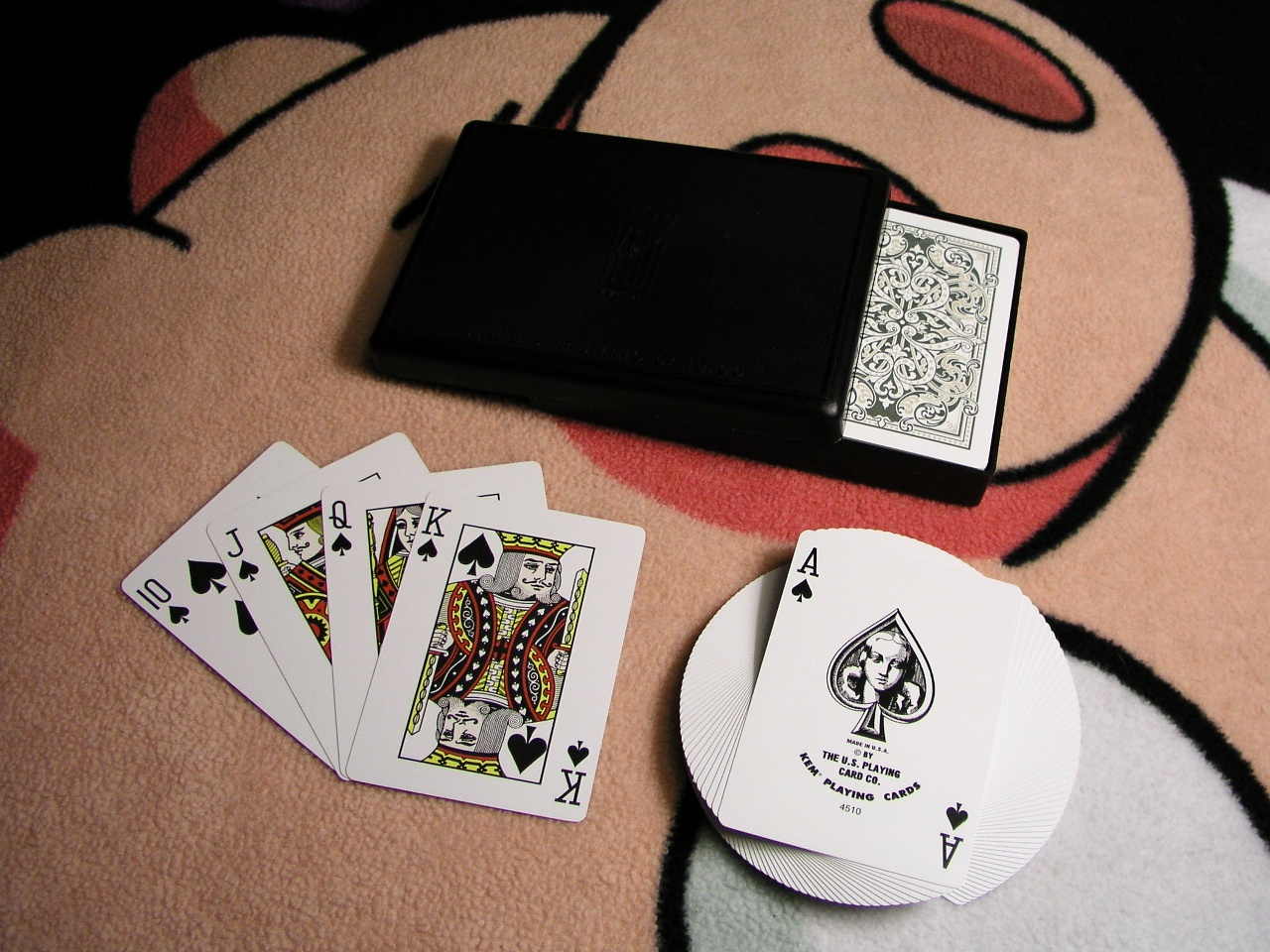
Подвійний набір карт KEM

U. S. Playing Card Co. найбільший виробник карт у світі і на даний момент володіє такими брендами:

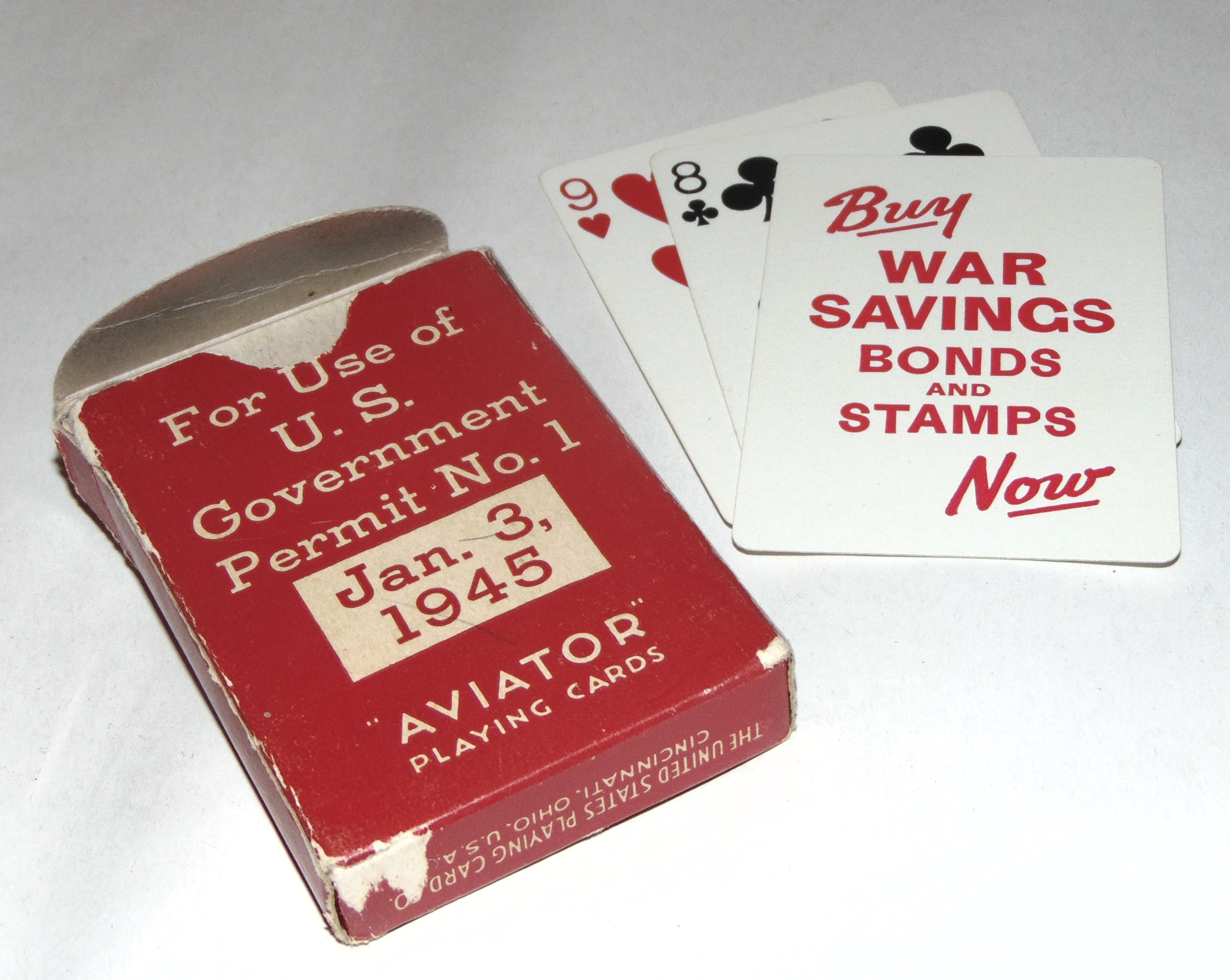
Гральні карти Aviator 1945 року

Aviator
Введений 1927 року в ознаменування трансатлантичного польоту Чарльза Ліндберга в дусі Сент-Луїса, гральні карти Aviator (№ 914) містять граничний, монотонний дизайн сорочки, вкритий кільцями. Вони менш якісні й дешевші за Bee та Bicycle, і доступні в одному і тому ж загальному асортименті кольорів, розмірів карт та конфігурацій. На картці є гладка обробка, на відміну від Air-Cushion Finish, що використовується в інших брендах компанії. Aviator виробник класичних гральних карт, більш відомий на північноамериканському ринку, у Європі майже не представлений.
Bee
Гральні карти Bee (бджола) були випущені вперше в США 1892 року компанією Bee Playing Cards, що відділилася від фірми Consolidated-Dougherty в тому ж році. Саме тому тузи відмічені номером 92 і колода карт Bee зараз іменується колодою № 92. Історія вибору бджоли, як символу гральних карт, має кілька версій. Можливо, в основу була покладена масонська символіка бджоли і вулика, як символів мудрості та послуху, а може бути, джокер, танцюючий джигу на спині бджоли, яким він був зображений на перших картах, символізував панування гри над працьовитістю, тепер однозначної думки немає. Але абсолютно точно цей загадковий символ став візуальним брендом ігрових карт світового рівня. У стандартних гральних карт Bee сорочка, як правило, синього або червоного кольору з ромбовидним візерунком без кромки. Але часто казино замовляють карти Bee з власним логотипом на сорочці. Основні замовники гральних карт Bee — респектабельні гральні будинки та елітні клуби покеру. Карти бренду Bee є офіційними картами світового покерного турніру WPT. Завдяки сучасним технологіям виготовлення і високим стандартам якості, ці карти мають рекордний термін служби, вони не стираються, їх не можна порвати, вони тримають форму протягом тривалого терміну експлуатації, тому ці карти використовуються провідними казино і гральними будинками по всьому світу.
Bicycle
Гральні карти Bicycle — це марка № 1 серед виробників гральних карт. Гральні карти Bicycle продаються у великому асортименті, так є стандартні колоди карт і карти, спеціально розроблені для більш ніж 20 унікальних ігор (більшість із них — ігри для дітей), у більшості колод гральних карт стандартні сорочки, але також використовуються старовинні малюнки для оборотів карт. Лицьовий дизайн представлений дуже широко — стандартні індекси (Regular Index), великі індекси (Jumbo Index), індекси на 4-х сторонах (4-Pip Index) і т. д., також є серія Pro PokerPeek пластикові карти, проект спеціально підготовлений для WSOP 2007. Є широкі колоди — покерний розмір (poker size) і вузькі — бридж розмір (bridge size), ще «примарні» («Ghost» deck) колоди — всі малюнки чорно-білі, крім мастей — вони червоні. Цікавий факт — самі відомі фокусники визнали карти Bicycle самими підхожими для виконання своїх трюків.
Congress
Congress була найдорожчою з перших чотирьох марок, представлених компанією 1881 року, коли її ще називали Russell, Morgan, and Co. Кожна колода складається з 52 стандартних карт, двох джокерів та інформаційної картки. Congress тепер, як правило, продаються в узгоджених наборах з двох колод.
Hoyle
Hoyle був спочатку вироблений компанією Brown & Bigelow 1927 року як прямий конкурент Bicycle USPCC. Вони досягли великого успіху, що підрозділ карт Brown & Bigelow був перейменований в Hoyle Products 1975 року. Дизайн оболонки Hoyle добре відомий, однак найвідомішою фігурою є його Джокер, чиє обличчя є оптичною ілюзією. USPCC викупила продукти Hoyle 2001 року. Для виробництва гральних карт Hoyle застосовують спеціально підготовлений пресований папір і сучасне покриття, також краї карт обробляють за новою технологією, вона називається Nevada Finish — система заходів, які спрощують тасування карт й ретельніше уберігають краї — саму уразливу частину гральних карт.
KEM
Карти KEM вперше були виготовлені 1935 року. На відміну від звичайних ігрових карт, виготовлених з паперу і пластиком, унікальні карти KEM виготовляються повністю з ацетату целюлози. USPCC придбала KEM 2004 року. Карти доступні споживачеві, як правило, у спеціалізованих ігрових магазинах, із різноманітними кольорами сорочки та дизайном (у тому числі два найвідоміші: Paisley та Arrow) у покерному (широкому) та бриджовому (вузькому) розмірах. KEM — єдині карти які поєднують приємне на дотик почуття паперу (хоча карти на 100 % пластикові) з високою стійкістю до ушкоджень (стійкі до випадкових подряпин або до навмисних спроб поставити мітку на карті) і неймовірною зносостійкістю (картинка дуже стабільна до зношування, також є можливість мити карти).
Maverick
Бюджетна колода Hoyle. Колода Maverick була представлена під час пробігу телевізійного шоу Maverick.
Streamline
Streamline приєдналася до USPCC від компанії Arrco Playing Card, яку USPCC придбала 1987 року. Це низькокласний бренд гральних карт, подібний до Aviator і Maverick, з монотонною спиною і гладкою пластиковою обробкою.
Tally-Ho
Tally-Ho спочатку був продуктом Ендрю Догерті, одного з найперших виробників американських карт. Компанія Догерті була придбана USPCC 1907 року, внаслідок чого Tally-Ho увійшов у їхній асортимент. Карти мають стандартні червоні або сині кольори, як і бренд Bicycle, але має два варіанти заднього дизайну, відомого як «вентилятор» або «коло».

## Закриті бренди
Aristocrat
Створений компанією Russell Card 1912 року і об'єднався в USPCC 1929 року. Вони були схожими на карти Bee, тому що їхні спинки були без рамок з ромбічним візерунком і могли додатково додавати логотипи казино до титульної сторони. Карти Aristocrat були надруковані до початку 1980-х років, але зростаючий інтерес спричинив обмежене перевидання 2011 року.
Army & Navy
Одним із перших чотирьох брендів, представлених компанією 1881 року, коли його ще називали Russell, Morgan & Co, Army і Navy спочатку були двома окремими брендами. Обидві торгові марки були об'єднані в єдину марку Army & Navy 1884 року.
Canteen
Canteen була випущена під час Іспано-американської війни 1898 року. Вони були низької якості, щоб бути недорогими і легко купуватися солдатами.
PokerPeek
USPCC дебютував нову лінію ігрових карт під назвою PokerPeek у World Series of Poker 2007.
Sportsman's
Один з перших чотирьох брендів, представлених компанією 1881 року, коли її ще називали Russell, Morgan & Co, Sportsman's (№ 202) був висококласним брендом із зображеннями мисливського мотиву. Виробництво цих карток тривало до 1936 року.
Steamboat
П'ятий бренд карток, представлений USPCC (№ 999) 1883 року для задоволення зростаючого попиту на недорогі гральні карти (на момент їх введення Steamboat були доступні лише за 5 ¢ колода).
Tigers
Tigers був першим брендом, опублікованим 1881 року і найдешевшим з перших чотирьох брендів. Його назва походить від тигра, який з'явився на джокері. Після впровадження лінії Steamboat виробництво Tigers було зменшено і припинено 1930 року.